# 一の山形薬業
一の山形薬業株式会社（いちのやまがたやくぎょう）は、北海道札幌市に本社を置き、主として医薬品の卸売を行っていた会社。現在では「メディカル山形薬品株式会社」となっている。

## 沿革
- 1921年 - 初代山形卯三郎が「一の山形薬輔」として北海道札幌市で創業。
- 1949年8月31日 - 「一の山形薬業株式会社」設立。
- ?年?月 -「一の秋野薬輔」（のちの「有限会社一の秋野」、現在は株式会社メディカルシステムネットワークの子会社に吸収）と業務提携。
- 1974年 - このころの代表取締役は山形良一（代表取締役社長）、秋野武夫（代表取締役副社長）、山形幸一（代表取締役専務）、秋野英二（代表取締役常務）であった。
- ?年?月 - 社名を「メディカル山形薬品株式会社」に変更。
- 1989年11月 - 田尻稲雄が代表取締役に就任
- 1999年09月 - 代表者と本社所在地を当社と同じくして株式会社メディカルシステムネットワークが設立された。
- 2002年12月 - 完全子会社の株式会社日本レーベンの全株式をメディカルシステムネットワークに譲渡した。
- 2004年12月 - 調剤薬局事業を営む完全子会社4社をメディカルシステムネットワークに譲渡した。

## 主な取引メーカー
- 武田薬品
- 三共
- 興和新薬
- 第一製薬
- 藤沢薬品

## 関連企業
- 株式会社メディカルシステムネットワーク
  - 田尻稲雄（代表取締役社長、メディカル山形薬品株式会社代表取締役）、沖中恭幸（代表取締役副社長、有限会社システム・フォー代表取締役）、秋野治郎（代表取締役専務、有限会社一の秋野代表取締役）の3氏により、1999年9月に設立された。医薬品流通過程の合理化・北海道内の調剤薬局経営者および薬剤師等を交え、医薬品卸と調剤薬局等との医薬品受発注を通信ネットワークで結びつけて、医薬品流通のイノベーションを起こすことで、諸外国に比べ数段高い医薬品流通コストを削減する為に設立された企業である。のち東証一部に上場した。
- 合資会社一の秋野総本店
  - 秋野総本店薬局を現在運営している。

## 参考資料
株式会社メディカルシステムネットワーク公式ウェブサイト